# ライト・ヒア・ライト・ナウ (ジョルジオ・モロダーの曲)
「ライト・ヒア・ライト・ナウ」(Right Here, Right Now)は、カイリー・ミノーグをヴォーカルに迎えたイタリアのプロデューサー、ジョルジオ・モロダーの楽曲で、モロダーのスタジオ・アルバム『デジャヴ』の為に制作された。この曲はチャートでそこそこの成績を収めたが、米国のダンス・クラブ・チャートでは首位を記録した。

## 作曲
「ライト・ヒア・ライト・ナウ」はダンス・クラブ・ソングであり、ファンクやエレクトロに影響を受けたディスコサウンドになっている。

## 背景
「ライト・ヒア・ライト・ナウ」はモロダーのスタジオ・アルバム『デジャヴ』からの2枚目のシングルとなった。レコーディングは2014年に行われ、ゲスト・ヴォーカルにカイリー・ミノーグが参加している。2015年1月16日にリークしたのち、20日に音楽配信が行われた「ライト・ヒア・ライト・ナウ」はモロダーとパトリック、ジョーダン＝パトリキオスによってプロデュースされ、そこにカレン・プールとデヴィッド・イスリントンを加えた4名で書き上げられた。ミックスはミッチ・マッカーシーによってロサンゼルスのオウル・フット牧場で行われた。
11月にアナウンスされた『デジャヴ』はミノーグ、ブリトニー・スピアーズ、シーア、チャーリーXCX、ミッキー・エッコ、Foxes、マシュー・コーマなどといったアーティストが参加している。このアルバムはモロダーにとって30年ぶりのスタジオ・リリースとなった。
カイリー・ミノーグは過去に『あなたも、M?』にて同名異曲を録音している。

## ライヴ・パフォーマンス
「ライト・ヒア・ライト・ナウ」はミノーグの『キス・ミー・ワンス・ツアー』のオーストラリア・レグにてモロダーが参加して披露された。「シークレット・キス」セグメントの一部であり、ドナ・サマーの「アイ・フィール・ラヴ」のカヴァーも同じく披露された。

## ミュージック・ビデオ
ダニエル・ボージェソンによって監督されたミュージック・ビデオは2014年12月に撮影された。ブレイク・マックグラスが振付を担当。2015年1月、15秒間の予告がYouTubeにアップロードされ、2月にミュージック・ビデオ全編がモロダーのVEVOアカウントで公開された。ビデオは現在モロダーのYouTubeチャンネルで680万再生を突破している。

## カバー
2020年10月、日本の歌手の早見優は本曲のカヴァーをコンピレーション・アルバム『SLENDERIE ideal』に収録した。

## 収録曲
配信
1. "Right Here, Right Now" (featuring Kylie Minogue) – 3:30

Remixes – EP
1. "Right Here, Right Now" (featuring Kylie Minogue) – 3:30
2. "Right Here, Right Now" (featuring Kylie Minogue) (DJ Sneak) – 5:43
3. "Right Here, Right Now" (featuring Kylie Minogue) (Felix Da Housecat Remix) – 5:27
4. "Right Here, Right Now" (featuring Kylie Minogue) (Ant LaRock Remix) – 5:44
5. "Right Here, Right Now" (featuring Kylie Minogue) (Kenny Summit Club Mix) – 6:28

More Remixes – EP
1. "Right Here, Right Now" (featuring Kylie Minogue) (Extended Version) – 6:43
2. "Right Here, Right Now" (featuring Kylie Minogue) (7th Heaven Radio Edit) – 3:59
3. "Right Here, Right Now" (featuring Kylie Minogue) (Whiiite Remix) – 4:38
4. "Right Here, Right Now" (featuring Kylie Minogue) (Zoo Brazil Remix) – 4:33
5. "Right Here, Right Now" (featuring Kylie Minogue) (Ralphi Rosario's São Paulo Remix) – 8:14

## チャート
| チャート (2015年)                                | 最高位 |
| ------------------------------------------------ | ------ |
| アルゼンチン (Los 40 Principales)                | 1      |
| ベルギー (Ultratip Flanders)                     | 10     |
| Belgium Dance (Ultratop Flanders)                | 21     |
| ベルギー (Ultratip Wallonia)                     | 28     |
| Finland Download (Suomen virallinen latauslista) | 17     |
| フランス (SNEP)                                  | 147    |
| スコットランド (Official Charts Company)         | 75     |
| スペイン (PROMUSICAE)                            | 40     |
| UK ダウンロード (Official Charts Company)        | 74     |
| US Dance Club Songs (Billboard)                  | 1      |
| US Hot Dance/Electronic Songs (Billboard)        | 26     |

## 発売日
| 国             | 日            | 形態                                              | 会社                       |
| -------------- | ------------- | ------------------------------------------------- | -------------------------- |
| イタリア       | 2015年1月19日 | コンテンポラリー・ヒット・ラジオ                  | RCA                        |
| 全世界         | 2015年1月20日 | デジタル・ダウンロード                            | Giorgio Moroder Music RCA  |
| イギリス       | 2015年1月30日 | デジタル・ダウンロード                            | Giorgio Moroder Music RCA  |
| イタリア       | 2015年2月20日 | コンテンポラリー・ヒット・ラジオ (DJ Sneak Remix) | RCA                        |
| オーストラリア | 2015年2月27日 | デジタル・ダウンロード (Remix EP)                 | Giorgio Moroder Music Sony |
| ブラジル       | 2015年2月27日 | デジタル・ダウンロード (Remix EP)                 | Giorgio Moroder Music Sony |
| アイルランド   | 2015年2月27日 | デジタル・ダウンロード (Remix EP)                 | Giorgio Moroder Music Sony |
| イギリス       | 2015年3月1日  | デジタル・ダウンロード (Remix EP)                 | Giorgio Moroder Music RCA  |
| アメリカ合衆国 | 2015年3月3日  | デジタル・ダウンロード (Remix EP)                 | Giorgio Moroder Music RCA  |
| カナダ         | 2015年3月3日  | デジタル・ダウンロード (Remix EP)                 | Giorgio Moroder Music Sony |